# تامس کرامول
تامس کرامول (به انگلیسی: Thomas Cromwell) (۱۴۸۵–۲۸ ژوئیه ۱۵۴۰) وکیل و سیاست‌مدار انگلیسی بود که در فاصله سال‌های ۱۵۳۲ تا ۱۵۴۰ به عنوان یکی از وزیران بانفوذ هنری هشتم مشغول به کار بود.